# Słoboda (rejon stołpecki)
Słoboda (biał. Слабада; ros. Слобода) – agromiasteczko na Białorusi, w obwodzie mińskim, w rejonie stołpeckim, w sielsowiecie Zajamno, przy drodze republikańskiej R2. Od południowego zachodu graniczy ze Stołpcami.
W pobliżu miejscowości znajduje się przystanek kolejowy Ciemne Lądy, położony na linii Moskwa - Mińsk - Brześć.

## Historia
W XIX i w początkach XX w. położona była w Rosji, w guberni mińskiej, w powiecie mińskim, w gminie Stołpce.
W dwudziestoleciu międzywojennym leżała w Polsce, w województwie nowogródzkim, w powiecie stołpeckim, w gminie Stołpce. W 1921 miejscowość liczyła 748 mieszkańców, zamieszkałych w 136 budynkach, w tym 731 Białorusinów i 17 Polaków. 736 mieszkańców było wyznania prawosławnego, 11 rzymskokatolickiego i 1 ewangelickiego.
Po II wojnie światowej w granicach Związku Sowieckiego. Od 1991 w niepodległej Białorusi.